# Piotr Koper
Piotr Koper (ur. 30 marca 1960, zm. 2 kwietnia 2017) – polski pilot komunikacyjny i sportowy. 

## Życiorys
W 1976 szkolił się na szybowcach w grupie instruktor Agnieszki Łuczyńskiej na Lotnisku Gocław. W latach 1979–1984 studiował na Wydziale Lotniczym Politechniki Rzeszowskiej, uzyskując uprawnienia pilotażowe i instruktorskie. Po ukończeniu studiów odbywał służbę wojskową, jednocześnie biorąc udział w zawodach sportowych. Był między innymi członkiem polskiej Kadry Narodowej Latania Rajdowego i uczestnikiem Mistrzostw Świata. Na 19. Mistrzostwa Świata w Lataniu Rajdowym, rozgrywanych w Toruniu, w 2014 startując w kategorii Advanced uplasował się nieoficjalnie na pierwszym miejscu nie klasyfikowanym ze względu na fakt, że jego zespół startował pod szyldem Międzynarodowej Federacji Lotniczej. Był wieloletnim uczestnikiem Lotu Południowo-Zachodniej Polski im. Franciszka Żwirki.
Od 1987 był pracownikiem Polskich Linii Lotniczych LOT. Był między innymi w załodze samolotu, która przyprowadzała do Polski pierwszego „Dreamlinera” (Boeing 787). Piotr Koper był również wykładowcą i instruktorem CRM-u, członkiem Aeroklubu Warszawskiego oraz Związku Zawodowego Pilotów Komunikacyjnych. Zmarł 2 kwietnia 2017 i został pochowany na cmentarzu w Zakroczymiu.